# 100 milles

Carte des États-Unis représentant le nombre de courses à pied de 100 milles existant en 2011, État par État.

Le 100 milles est une épreuve de course à pied courante en ultrafond dans les pays qui utilisent le mille international, notamment aux États-Unis, où les compétitions de cette longueur sont appelées des 100-milers. Elle consiste à franchir le plus rapidement environ 160,934 kilomètres, généralement en une seule étape.
Certains des plus prestigieux trails sont des ultra-trails de cette longueur, le plus souvent disputés sur un parcours en boucle dont le départ et l'arrivée se trouvent sur le même site. Parmi ces courses on recense l'Angeles Crest 100 Mile Endurance Run, en Californie depuis 1986, la Bear 100 Mile Endurance Run, en Utah et Idaho depuis 1999, la Hardrock 100, dans le Colorado depuis 1992, la Leadville Trail 100, également dans le Colorado depuis 1983, la Massanutten Mountain Trails 100 Mile Run, en Virginie depuis 1995, l'Old Dominion 100 Mile Endurance Run, également en Virginie depuis 1979, mais encore la San Diego 100, en Californie depuis 2001, la Vermont 100 Mile Endurance Run, dans le Vermont depuis 1989, la Wasatch Front 100 Mile Endurance Run, dans l'Utah depuis 1980, ou surtout la Western States Endurance Run, en Californie depuis 1977.
La distance de 100 milles est la plus élevée à avoir été adoptée par un certain nombre de courses à pied, ou même à cheval ou à vélo, de sorte qu'elle constitue désormais le standard maximum en ultrafond, au-delà du 100 kilomètres. Il existe néanmoins des courses encore plus longues, comme l'ultramarathon de Badwater, qui se court sur 135 milles, mais leur longueur leur est propre et les records établis sur ces épreuves ne peuvent être comparés à d'autres, comme c'est au contraire possible entre compétitions de 100 milles. Mais ces dernières se déroulant souvent sur des routes et sentiers préétablis, il leur est souvent impossible de couvrir une distance exactement égale à 100 miles et même entre elles les comparaisons sont donc à nuancer, d'autant plus que le relief et les conditions météorologiques variables, notamment, les rend par ailleurs plus ou moins rapides.
Une autre épreuve courante mesurée en mille est le 50 milles.